# Matthieu Pigasse

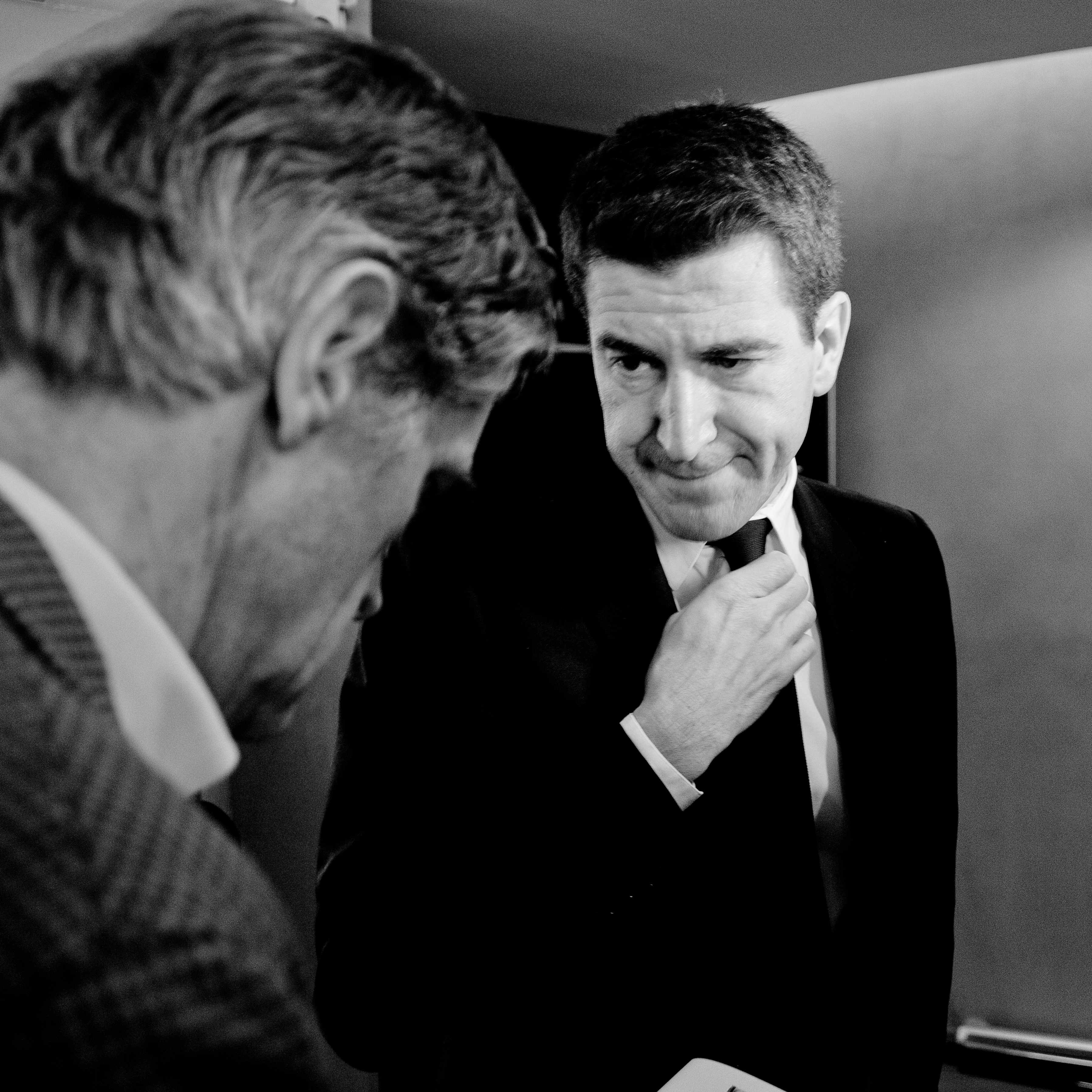
Matthieu Pigasse

Matthieu Pigasse (* 25. Mai 1968 in Clichy, Département Hauts-de-Seine, Frankreich) ist ein französischer Bankier und Geschäftsmann.

## Leben
Pigasse entstammt einer Familie, die vielfältig mit Journalismus verbunden ist. Sein Vater, Jean-Daniel Pigasse, war Journalist der Tageszeitung La manche libre, sein Onkel Jean-Paul Pigasse war Redaktionsleiter der Wochenzeitung L’Express. Sein Bruder Nicolas war Mitbegründer der Wochenzeitschrift Public.
Nach Pigasses Abschluss am Institut d’études politiques de Paris (Sciences Po) besuchte  er die Pariser ENA bis zum Jahre 1994. Er trat in das Ministerium für Wirtschaft und Finanzen ein und war dort in der Direction du Trésor im Range eines Staatssekretärs tätig. 1998 wurde er im Stab von Dominique Strauss-Kahn technischer Ratgeber und ein Jahr danach der zuständige Staatssekretär für Fragen der Industrie und der Finanzen im Ministerium des Ministers Laurent Fabius.
2002 wurde Pigasse von Bruno Roger auf Anraten von Alain Minc in die Geschäftsführung des Bankhauses Lazard für Frankreich und als Vice-President für Lazard in Europa berufen. Für Lazard war er in den folgenden Jahren bei verschiedenen Aktivitäten als Vermittler tätig. So zum Beispiel bei der Fusion der Firma Suez mit Gaz de France zu GDF Suez, beim Verkauf der Beteiligung am Club Méditerranée durch Accor oder auch 2001 bei den Nachverhandlungen zu den Schulden Argentiniens.
Pigasse ist seit 2009 Eigentümer des Kultur- und Politikmagazins Les Inrockuptibles. Im Juni 2010 übernahm er mit Pierre Bergé und Xavier Niel den Verlag der Tageszeitung Le Monde und 2014 65 Prozent der Anteile des Nouvel Observateur, der einen neuen Titel L’Obs erhielt. 
Pigasse steht dem Parti socialiste nahe und ist somit ein politischer Gegner des früheren französischen Präsidenten Nicolas Sarkozy.

## Veröffentlichungen
- mit Gilles Finchelstein: Le Monde d’après: Une crise sans précédent. Plon, Paris 2009, ISBN 978-2-2592-0900-7.
- Révolutions. Plon, Paris 2012, ISBN 978-2-2592-1722-4.

| Personendaten    | Personendaten                                  |
| ---------------- | ---------------------------------------------- |
| NAME             | Pigasse, Matthieu                              |
| KURZBESCHREIBUNG | französischer Bankier und Geschäftsmann        |
| GEBURTSDATUM     | 25. Mai 1968                                   |
| GEBURTSORT       | Clichy, Département Hauts-de-Seine, Frankreich |